# White Plains, New York
White Plains este o localitate, municipalitate și sediul comitatului Westchester, statul New York, Statele Unite ale Americii. 

## Personalități născute aici
- Joseph Campbell (1904 - 1987), specialist în antropologie, religii și mitologii comparate.

1. ↑   https://www.cityofwhiteplains.com/328/Mayor-Thomas-Roach, accesat în 10 decembrie 2024 Lipsește sau este vid: |title= (ajutor)
2. ↑  2010 U.S. Gazetteer Files, accesat în 9 iulie 2020